# CrossfireX
CrossfireX est un jeu vidéo de tir à la première personne sorti sur Xbox One et Xbox Series le 10 février 2022. Il s'agit de la version console de CrossFire, qui a été lancée pour la première fois en Corée du Sud en 2007. Remedy Entertainment a travaillé sur la campagne solo, tandis que Smilegate a dirigé le développement de la partie multijoueur free-to-play du jeu.

## Système de jeu
CrossfireX est un jeu de tir à la première personne et la version console de CrossFire de 2007. Le free-to-play composant le multijoueur est similaire à Counter-Strike: Global Offensive, qui composent deux équipes adverses. Le mode classique voit l'équipe attaquante tenter de poser une bombe tandis que l'équipe de défense doit les arrêter. Tous les joueurs sont équipés d'armes standard. Le mode Spectre est une variante du mode classique, bien que les joueurs attaquants soient des spectres, qui ne sont équipés que de couteaux mais qui peuvent rester invisibles lorsqu'ils ne bougent pas. Il existe également un mode moderne, dans lequel les deux équipes doivent se battre pour garder le contrôle sur deux points objectifs d'une carte.
La partie solo, qui n'est pas gratuite, consiste en plusieurs opérations. Chaque opération comprend plusieurs épisodes. Au lancement, il y aurait deux opérations disponibles. L'histoire explore un conflit mondial entre Black List et Global Risk, deux factions militaires privées.

## Développement
Le Crossfire original, développé par Smilegate, est un jeu multijoueur gratuit extrêmement populaire pour les ordinateurs personnels dans l'Est. L'équipe voulait élargir le récit de la franchise et le présenter à un public plus large. Par conséquent, l'équipe s'est associée à Xbox Game Studios pour créer une version console et a confié à Remedy Entertainment, un développeur de jeux vidéo finlandais, la création d'une campagne solo pour le jeu. Alors que Remedy explorait à l'époque l'idée de travailler sur un jeu de tir à la première personne et prévoyait de développer plusieurs projets à la fois, l'équipe a accepté d'aider Smilegate. Remedy travaillait sur la partie solo depuis 2016, qui sera alimentée par leur propre moteur de jeu Northlight de Remedy, qui était auparavant utilisé dans Quantum Break et Control. Remedy a été choisi en raison de l'expertise de l'équipe dans la création de mondes et de personnages fictifs mémorables. Inspirée par Metal Gear Solid et Resident Evil, l'équipe espérait créer des personnages "plus grands que nature". 
Une version bêta ouverte était disponible pour Xbox Insiders du 25 au 28 juin 2020. Il devait sortir fin 2020 sur Xbox One mais est finalement repoussé à plusieurs reprises pour enfin sortir le 10 février 2022 sur Xbox One et Xbox Series.